# Goniotorna pleuroptila
Goniotorna pleuroptila is een vlinder uit de familie bladrollers (Tortricidae). De wetenschappelijke naam voor deze soort is voor het eerst geldig gepubliceerd in 1937 door Meyrick.
De soort komt voor in tropisch Afrika.